# Ferdinand Albert Pax
Ferdinand Albert Pax, född 30 december 1885 i Breslau, död 11 september 1964 i Bad Honnef, var en tysk marinzoolog.
Pax besökte gymnasiet och studerade zoologi vid universiteten i Breslau samt i Zürich. Efter studieresor till Trieste och till Universitetsmuseet i Bergen där han träffade Adolf Appellöf fick han sin specialisering som marinzoolog. Pax avslutade sitt studium med en dissertation över familjen Actiniidae inom ordningen havsanemoner. Som assistent vid zoologiska institutet i Breslau utförde Pax olika expeditioner till Medelhavet, till Frankrike och till England. Som habilitation skrev Pax en avhandling över havsanemoner i Västindien.
Pax var under Slagen vid Isonzo anställd som biologisk rådgivare (malariaskydd) för Österrikes armé. Mellan världskrigen deltog Pax i olika expeditioner till Schlesien, till Norra ishavet, till Atlasbergen och Sahara samt åter till Medelhavet.
Året 1946 blev Pax utnämnd som ledare för den zoologiska och botaniska avdelningen vid Übersee-Museum i Bremen. Ett år senare blev han även direktör för havsforskningsinstitutet i Bremerhaven (idag Alfred-Wegener-Institutet). Pax gick 1950 i pension och han flyttade till Bad Honnef nära Köln.
Hans viktigaste arbeten ger svar på havsanemonernas systematik. Pax utförde även grundläggande djurgeografiska och ekologiska forskningar samt undersökningar angående skadeinsekter. Fram till 2001 blev 17 djurarter uppkallad efter Ferdinand Albert Pax.